# Mischmétal
 (septembre 2024).
Si vous disposez d'ouvrages ou d'articles de référence ou si vous connaissez des sites web de qualité traitant du thème abordé ici, merci de compléter l'article en donnant les références utiles à sa vérifiabilité et en les liant à la section « Notes et références ».
Le mischmétal (de l'allemand Mischmetall, mélange métallique) est un alliage de terres rares dans des proportions variées, reflets d'occurrences naturelles. La composition est d'environ 45 à 50 % de cérium, 25 % de lanthane, 15 à 20 % de néodyme et 5 % de praséodyme. Il est principalement utilisé dans la fabrication de pierres à briquet. Comme il est trop mou pour donner de bonnes étincelles, il est allié à du fer et du magnésium qui forment du ferrocérium plus dur et aussi beaucoup moins réactif à la corrosion que l'alliage de lanthanides purs.

## Histoire

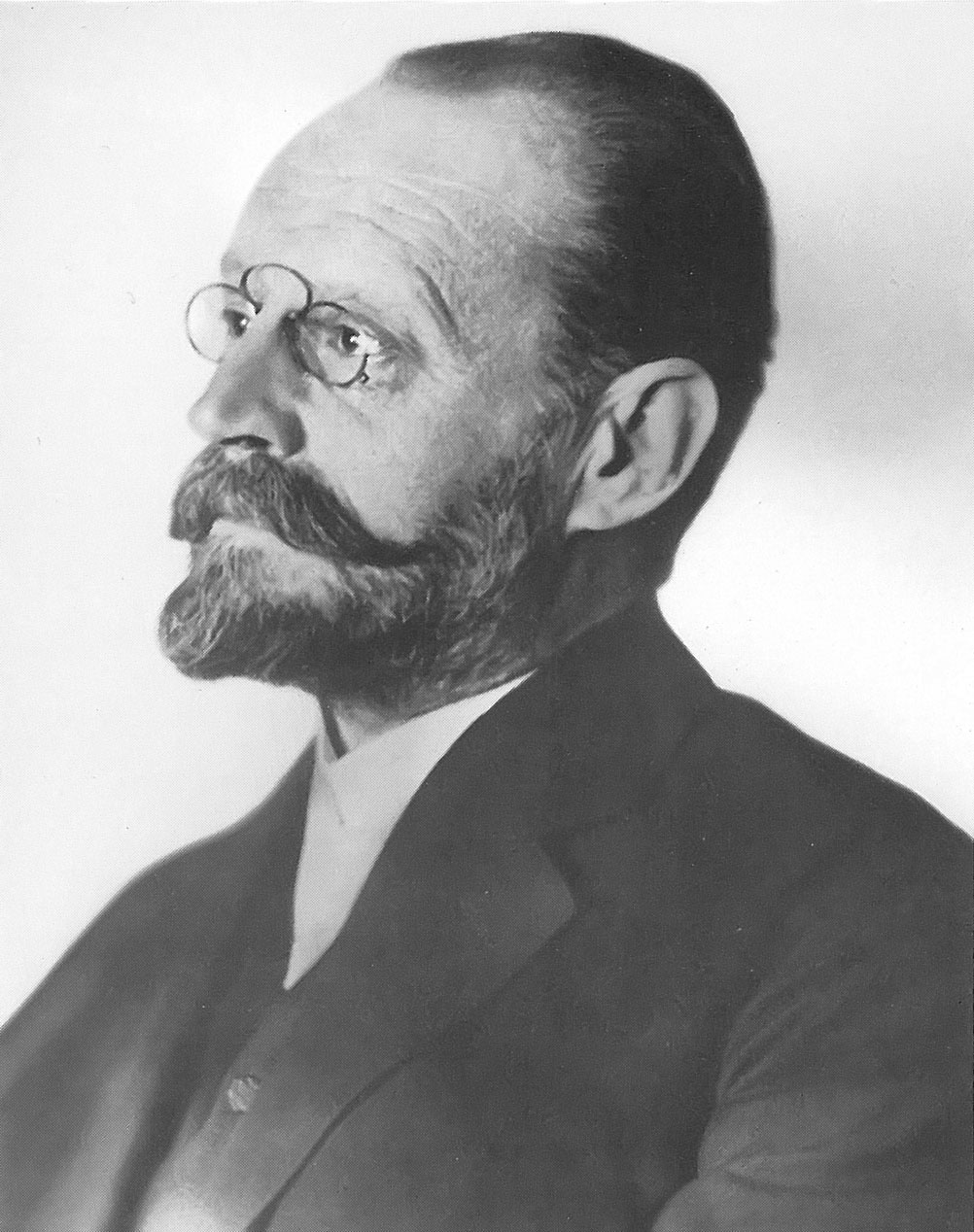
Carl Auer von Welsbach

Carl Auer von Welsbach n'a pas seulement découvert le néodyme et le praséodyme et codécouvert le lutétium, il est aussi l'inventeur du manchon Auer qui a amélioré l'éclairage au pétrole et au gaz et lui a permis d'initier une industrie des terres rares. Il a découvert que le thorium nécessaire à la fabrication des manchons d'éclairage est disponible dans la monazite qui provenait à l'époque du Brésil. Après l'extraction des 6 à 7 % de thorium présents dans le minerai, il lui restait beaucoup de lanthanides sans usage commercial à l'exclusion du 1 % de cérium extrait utilisé pour améliorer les manchons. Il ne cessa dès lors de rechercher des applications possibles pour les lanthanides. Parmi toutes ses avancées, la plus connue est le mischmétal qu'il a utilisé pour produire des pierres à briquet et dont la fabrication continue encore aujourd'hui un siècle plus tard. Von Welsbach fait partie des rares scientifiques à être honorés d'une statue située devant l'Institut für Radiumforschung und Kernphysik  de Vienne. L'entreprise qu'il a fondée, Treibacher Industrie AG, est toujours active dans le domaine des terres rares et bien sûr des pierres à briquet.

## Préparation
Historiquement, le mischmétal était préparé à partir de la monazite, un phosphate anhydre de lanthanides légers et de thorium. Le minerai était d'abord craqué par réaction avec de l'acide sulfurique concentré ou de l'hydroxyde de sodium. Le thorium était séparé en prenant avantage sur son caractère plus faiblement basique que celui des autres lanthanides trivalents, le radium radioactif, isotope fils du thorium, était précipité par entrainement par le sulfate de baryum et le reste des lanthanides était transformé en chlorures. Les chlorures de terres rares résultants (hexahydrates), formaient la production principale de l'industrie des terres rares. Un chauffage contrôlé de l'hexahydrate en présence de chlorure d'ammonium ou en atmosphère de chlorure d'hydrogène permettait de le déshydrater et d'obtenir le chlorure anhydre. L'électrolyse du chlorure anhydre fondu en présence d'autres halogénures anhydres pour améliorer les propriétés du bain permettait d'obtenir le mischmétal fondu, ensuite moulé en lingots. Dans le cas où le minerai contenait du samarium, celui-ci ne se séparait pas et s'accumulait dans le bain fondu dont il pouvait plus tard être séparé avec profit[source insuffisante].

Le mischmétal produit à partir de la monazite contenait environ 28 % de cérium, 25 % de lanthane, 17 % de néodyme et 5 % de praséodyme et le reste des autres lanthanides,. Quand, vers 1965, la bastnäésite a commencé d'être exploitée pour les terres rares, elle fut aussi transformée en chlorures de lanthanides, puis en mischmétal. Cette version était plus riche en lanthane et plus pauvre en néodyme.

Au moins depuis 2007, l'augmentation de la demande en néodyme a rendu économiquement intéressante l'extraction du néodyme et des lanthanides lourds et quelques fois du praséodyme pour les vendre séparément et ne laisser que La-Ce-Pr ou La-Ce dans les meilleures préparations du marché de mischmétal. Les lanthanides légers ont des propriétés métallurgiques si proches les unes des autres que les préparations ne souffrent aucunement de cette troncature. Le « chlorure de terre rare » en tant que produit chimique commercial a été utilisé comme base de départ par des entreprises productrices de métaux de terres rares qui ne souhaitaient pas traiter directement le minerai.

## Utilisation
Le mischmétal est utilisé dans la préparation de pratiquement toutes les terres rares. À cause de leurs propriétés chimiques très proches, on ne peut pas séparer les terres rares avec les processus d'extraction ordinaires. Il a fallu mettre au point des techniques spécifiques, telles celles développées par Carl Auer von Welsbach, qui exploitent de légères différences de solubilité pour séparer les différents éléments contenus dans le mischmétal. Chaque étape des procédés ne change que faiblement la composition et nécessite de très nombreuses opérations. Ce type de méthode a été utilisé par Marie Curie dans sa recherche de nouveaux éléments[source insuffisante].
On utilise aussi le mischmétal dans le domaine de la fonderie où il sert de désoxydant dans les bains d'alliage.